# Gartental
Gartental is een plaats en mennonietenkolonie in het departement Rio Negro in Uruguay. Gartental was de tweede mennonietenkolonie van Uruguay en is gesticht in 1951 door Rusland-Duitse mennonieten. De plaats heeft circa 250 inwoners. Zie ook: Mennonieten in Uruguay.